# أتيلا دوروجي
أتيلا دوروجي (بالمجرية: Dorogi Attila)‏ هو لاعب كرة قدم مجري في مركز الوسط، ولد في 18 أغسطس 1987 في موشونمادياروفار ‏ في المجر. لعب مع غيور تورنا أوزتالي.